# 烏拉斯台口岸
烏拉斯台口岸是中華人民共和國新疆維吾爾自治區的一個季節性開放陸路邊境口岸，位於昌吉回族自治州奇台縣北塔山境內，並與蒙古國科布多省布爾干縣的北塔格口岸相接。該口岸於1992年2月獲中華人民共和國國務院允許開放，並在同年6月正式對蒙開放通關。另一方面，烏拉斯台口岸的税費徵收、進出口貨物監管與出入境旅客查驗等工作則由烏魯木齊海關下屬烏昌海關負責。

## 位置和交通
烏拉斯台口岸位於中華人民共和國新疆維吾爾自治區昌吉回族自治州奇台縣北塔山境內，距離奇台縣縣城、自治州首府昌吉市以及自治區首府烏魯木齊市分別為248公里、485公里和450公里。該口岸鄰近中蒙邊界第163號界標，並與蒙古國科布多省布爾干縣的北格塔口岸相接，雙方距離約6.5公里。此外，根據新疆維吾爾自治區發展和改革委員會於2014年起草的《絲綢之路經濟帶框架下促進新疆對外開放與經濟發展規劃》文件，烏拉斯台口岸也是絲綢之路經濟帶上新疆三條通道構想當中的北通道向東輻射終點（對蒙口岸）之一。
交通方面，二級公路331國道鳴沙山至塔克什肯口岸段途徑烏拉斯台口岸。當中鳴沙山至烏拉斯台口岸段全長約130公里，並在2020年7月開工和翌年11月落成通車；而烏拉斯台口岸至塔克什肯口岸段則於2023年完工。另外新疆維吾爾自治區交通運輸廳也在2023年把679國道烏拉斯台口岸至北塔格牧場與芨芨湖公路項目納入中華人民共和國交通運輸部「十四五」規劃中期調整儲備項目，並將積極推動該項目建造。

## 歷史
「烏拉斯台」為蒙古語詞彙，意思是「有白楊樹的地方」。1988年，新疆維吾爾自治區人民政府向中華人民共和國國務院提請開放烏拉斯台、老爺廟以及塔克什肯口岸；隨後國務院於同年9月21日發佈國函〔1988〕119號，表示只同意開放塔克什肯口岸，烏拉斯台與老爺廟口岸則因為當時蒙古人民共和國不具備開放條件而暫不開放。1991年6月24日，中華人民共和國政府和蒙古人民共和國政府簽訂協議，決定開放包含烏拉斯台口岸在內的8個口岸。接著國務院再於翌年2月25日發佈國函〔1992〕17號，同意烏拉斯台口岸作為季節性口岸對外開放，最終該口岸在1992年6月1日正式開放。
1995年，中方把烏拉斯台口岸的開放時間定為每年3、6、9與12月間斷開放共80天；九年後更改為每年3、5和9月間斷開放合共45天；其後再於2012年調整到每年5、7以及9月間斷開放共45天。2014年7月31日，國家電網新疆電力公司建成和投入營運35千伏烏拉斯台輸變電與其配套送出工程，除了能讓烏拉斯台口岸以及周邊地區擁有穩定電力供應，也終結了該口岸自1992年開放以來主要依靠柴油發電機組提供電力的情況。
2019冠狀病毒病在中國大陸流行期間，烏拉斯台口岸曾於2020年至2022年間暫停開放，直到2023年5月16日才恢復開放通關。2023年12月，新疆維吾爾自治區人民政府發佈《新疆維吾爾自治區口岸建設方案（2023－2026年）》，方案包含計劃升級改造烏拉斯台口岸國門一線查驗設施和建設烏拉斯台口岸至將軍廟火車站鐵路專用線。另一方面，中方也不斷向蒙古國提出把雙方口岸升格為常年開放口岸，但蒙方僅表示有待條件成熟後才開展研究。

## 過境貨物和統計
烏拉斯台口岸出入口貨物種類包括大米、面粉、清油、山羊绒、煤碳、建築材料、水泥、模板以及鋼材等。此外2014年至2023年十年間烏拉斯台口岸的旅客與貨物過境量均極少，例如2018年全年僅有600噸貨物過境，而過境人員和車輛數量則分別是76人次以及1204輛次。根據中華人民共和國《口岸准入和退出管理辦法暫行規定》，烏拉斯台口岸甚至已經達到「退出」標準。